# Comperia merceti
Comperia merceti är en stekelart som först beskrevs av Compere 1938.  Comperia merceti ingår i släktet Comperia och familjen sköldlussteklar. Inga underarter finns listade i Catalogue of Life.